# Melitaea perplexa
Melitaea perplexa är en fjärilsart som beskrevs av Higgins 1941. Melitaea perplexa ingår i släktet Melitaea och familjen praktfjärilar. Inga underarter finns listade i Catalogue of Life.